# Læskedrik
En læskedrik er en alkoholfri drik med eller uden kulsyre (læskedrik: drik der læsker, dvs. slukker tørsten).
Betegnelsen er ikke juridisk defineret og kan derfor benyttes frit af producenterne. Produkttyper, der normalt regnes for læskedrikke, er sodavand, saftevand, iste og iskaffe. Frugtsaft, frugtnektar, juice og æblemost, der er produkter med krav til bl.a. minimalt frugtindhold, er også læskedrikke. Te, kaffe og mælkeprodukter (herunder kakaomælk, drikkeyohgurt) regnes normalt ikke for læskedrikke.

## Læskedrikke med lovregulerede krav
Anvendelsen af visse betegnelser for læskedrikke er i Danmark lovmæssigt reguleret i Bekendtgørelse om frugtsaft m.v. Bekendtgørelsen er en gennemførelse af EU-direktivet 2001/112/EF.
- Frugtsaft: Saft fra frugter uden tilsætning af vand. Tilsætning af sukker op til 150 gram per liter og visse mængder citronsyre, vitaminer og visse andre stoffer er tilladt. Frugtsaft kan være fremstillet af koncentreret frugtsaft, altså frugtsaft hvor en del af vandet er fjernet og senere tilsat igen. Der må ikke tilsættes mere vand, end der blev fjernet. Koncentreret frugtsaft er billigere at transportere end juice.
- Sød frugtsaft: Frugtsaft med over 200 gram tilsat sukker per liter
- Juice: Samme krav som for frugtsaft. Den skal desuden kunne drikkes i naturlig tilstand (det gælder ikke for banan og mango, jf. bekendtgørelsen)
- Æblemost: Har det samme krav som for frugtsaft af æble, men den skal være uden tilsat sukker.
- Frugtnektar: Tilsætning af vand og sukker og visse stoffer er tilladt, men der er minimumsgrænser for frugtsaftindhold på 25%-50% afhængig af frugttypen (jf. bekendtgørelsen). Frugtsaftindholdet skal angives.